# 善昌寺 (中津川市)
善昌寺（ぜんしょうじ）は、岐阜県中津川市落合にある曹洞宗の寺院。山号は喜翁山。本尊は釈迦如来。恵那中部新四国八十八ヶ所第三十九番。

## 歴史
寺の本尊は、円仁作の釈迦如来で、他に道元と瑩山紹瑾の両禅師の像を祀っている。
寺伝によれば、慶長5年(1600年)以前、嶺厳首座の創建である。
三代を経て延宝の頃(1673～1680年)井口五左衛門により、岐阜県関市の龍泰寺二十世鰲山正雪大和尚を開山として中興した。
宝暦13年(1763年)9月、客殿及び庫裏の普請を許可され、明和2年(1765年)に完成した。
梵鐘は、文化15年(1818年)恵薫梅苗が新鋳したもので、銘文に「新鐘復挂」とあるので、文化15年以前から懸けられていたことが分かる。
善昌寺は、現所在地及び中津川市落合事務所を含む地にあったが、中山道の交通が不便となったため、
明治24年(1891年)、山口街道(国道19号)に改修工事が行われた際、街道が敷地内の中央を通ることとなり、伽藍を現在地に移築した。
大正2年(1913年)、位牌堂を造り、大正8年(1919年)、庫裡の二階を増築したが、
堂の天井画は、落合村出身の画家である森本頴七の、四季の花の絵で飾った。
昭和17年(1942年)5月、梵鐘を戦時供出したが、昭和26年(1951年)8月に新たに鋳造した。

### 境内
山門の右脇にある老松は「門冠(もんかぶり)の松」あるいは「路上の松」と呼ばれ、根回り2m30cm、高さ10mである。
境内にある「御膳水の井戸」は、明治13年(1880年)に明治天皇が御巡行の際に使用されたものである。
昭和10年(1934年)2月、文部省史蹟に指定されたが、同23年(1948年)6月に指定は解除された。

### 寺宝
- 円仁(慈覚大師)の作と伝わる釈迦如来像(本尊)
- 道元・瑩山紹瑾両禅師の尊像
- 開山 鰲山正雪の像
- 大権修理菩薩像
- 達磨大師像
- 観世音諸菩薩三十三体
- 弘法大師像
- 享保11年(1726年)覚隣筆　釈迦涅槃像一幅
- 嘉永2年(1849年)上田庄蔵氏[2]の寄贈による三条実美の書額一枚
- 山岡鉄舟書筆の襖絵4枚